# ملکه راهزنان
ملکه راهزنان (به هندی: Bandit Queen) فیلمی محصول سال ۱۹۹۴ و به کارگردانی شکهار کاپور است. در این فیلم بازیگرانی همچون مانوج باجپایی، نیرمال پاندی، سیما بیسواس، آدیتا سیرواستاو، سراب شوکلا، راغوبیر یاداو، شکهار کاپور ایفای نقش کرده‌اند.